# Heteranthera reniformis
Heteranthera reniformis là một loài thực vật có hoa trong họ Pontederiaceae. Loài này được Ruiz & Pav. mô tả khoa học đầu tiên năm 1798.